# Museo Nacional Pushkin
El Museo Nacional Pushkin (en ruso: Всероссийский музей А. С. Пушкина, . Vsyerossiiskii muzei A. S. Pushkina) es un museo dedicado a la vida y a la obra del novelista ruso Aleksandr Pushkin. Con sede en la ciudad de San Petersburgo, Rusia, el museo fue creado en 1953.

## Historia
En 1949 se celebró una exposición dedicada a la figura de Alexander Pushkin en el Palacio de Alejandro de la ciudad de Pushkin. Más tarde, esa exposición fue transferida a 17 salas del Palacio de Invierno, y en 1999 se inauguró una nueva exposición literaria titulada A. S. Pushkin: Vida y obra, en 18 salas de la casa número 12 del muelle del río Moika, último alojamiento de Alexander Pushkin. El Museo Nacional Pushkin contiene más de 200 000 objetos y documentos, entre los que se incluyen recuerdos, libros y obras de arte relacionados con Alexander Pushkin, gloria nacional rusa.